# Južni Keeling
Otočje Južni Keeling (eng. South Keeling) je atol u Kokosovim otocima, oko 27 km sjeverno od  Sjevernog Keelinga Nalazi se u Indijskom oceanu oko 2,930 km sjeverozapadno od Pertha, 3,685 km zapadno od Darwina, 960 km jugozapadno od Božićnog otoka i više od 1,000 km jugozapadno od Jave i Sumatre.
Atol se sastoji od otoka West, Home, South, Direction i Horsburgh. West Island je najveći na teritoriju, s duljinom od 10 km.
Samo 2 otoka otočja Južni Keeling su naseljeni s ukupno 550 stanovnika -  West Island i Home Island, dok ostali otoci nisu stalno naseljeni. Malajska etnička skupina od nešto više od 400 ljudi živi na otocima, Kokosovi Malajci, koji uglavnom žive u Bantamu na otoku Home. Tu je i oko 150 Australaca, od kojih većina živi na West Islandu.